# 春日井市立西尾小学校
春日井市立西尾小学校（かすがいしりつ さいおしょうがっこう）は愛知県春日井市西尾町にある公立の小学校。春日井市内で最も北に位置する。

## 沿革
- 1910年（明治43年）9月 - 開校する。

## 教育目標
- よく学び　よく働く子（知）
- 心豊かで　思いやりのある子（徳）
- からだをきたえ　ねばり強く　がんばる子（体）

## 校章
学校のすぐ近くにある安祥寺の前にある日本武尊（ヤマトタケル）の「馬蹄石」の馬の蹄跡伝承に因んで、馬蹄の中に校名の西の字を配し、下にペンを組み合わせたものである。

## 馬蹄石
```
安祥寺のすぐ北横、学校近くにある岩盤。
日本武尊（ヤマトタケル）
の伝承があり、西尾の地まで来た、日本武尊が、東国遠征の帰路で水死した副将軍の
建稲種命
を祀った
内津
の方を振り返り、馬の尾が西を向いたので「西尾」の地名が付いたとされる。その時、岩盤に馬の
蹄
の跡が付き、「馬蹄石」、または「駒返り」として伝われている。校章も「馬蹄石」の伝承に因んだ馬蹄をモチーフにしたものとなっている。
```

## 学校周辺
学校のすぐ隣に安祥寺があり、近くに内津川がある。

## 最寄駅
- JR中央線：高蔵寺駅